# Antonios Fokaidis
Antonios Fokaidis (Grecia) es un nadador griego especializado en pruebas de larga distancia en aguas abiertas, donde consiguió ser subcampeón mundial en 2013 en los 5 kilómetros por equipo en aguas abiertas.

## Carrera deportiva
En el Campeonato Mundial de Natación de 2013 celebrado en Barcelona (España), ganó la medalla de  en los 5 kilómetros por equipo en aguas abiertas, con un tiempo de 54:03 segundos, tras Alemania y por delante de Brasil, siendo sus compañeros de equipo: Spyridon Gianniotis y Kalliopi Araouzou.